# بيبا باكا
بيبا باكا المعروفة بعروس السلام(ولدت في 9 ديسمبر 1974 - توفيت في 31 مارس 2008) هي ممثلة إيطالية وناشطة سلام تبلغ من العمر 33 عامًا، قررت السفر حول العالم بفستان أبيض وسيرًا على الأقدام أو بمساعدة السيارات المارة للرسم. اهتمام العالم بالسلام .
وبعد مروره بتركيا، خطط لمواصلة رحلته عبر إسرائيل . لكن خلال رحلته وبالقرب من إسطنبول، قبل طلب سائق شاحنة لمساعدته في قطع مسافة وركب سيارته. وبعد قيادة الشاحنة إلى الطريق الجانبي، أساء السائق إلى جوزيبينا وقتلها . [وصلة مكسورة]
حظي مقتل بيبا باكا بتغطية كبيرة في وسائل الإعلام الإيطالية والتركية. وخصصت الصفحات الأولى لجميع الصحف التركية لأخبار هذا الحدث، وأعرب رئيس وزراء تركيا في رسالة عن تعازيه للشعب الإيطالي وأسرة بيبا باكا.  [وصلة مكسورة] 